# Emil Reznicek
Emil Karel Josef Reznicek (Poděbrady, 3 juni 1924 - Bilthoven, 30 oktober 2002) was een Tsjechische kunsthistoricus en hoogleraar kunstgeschiedenis aan de Universiteit Utrecht.

## Biografie

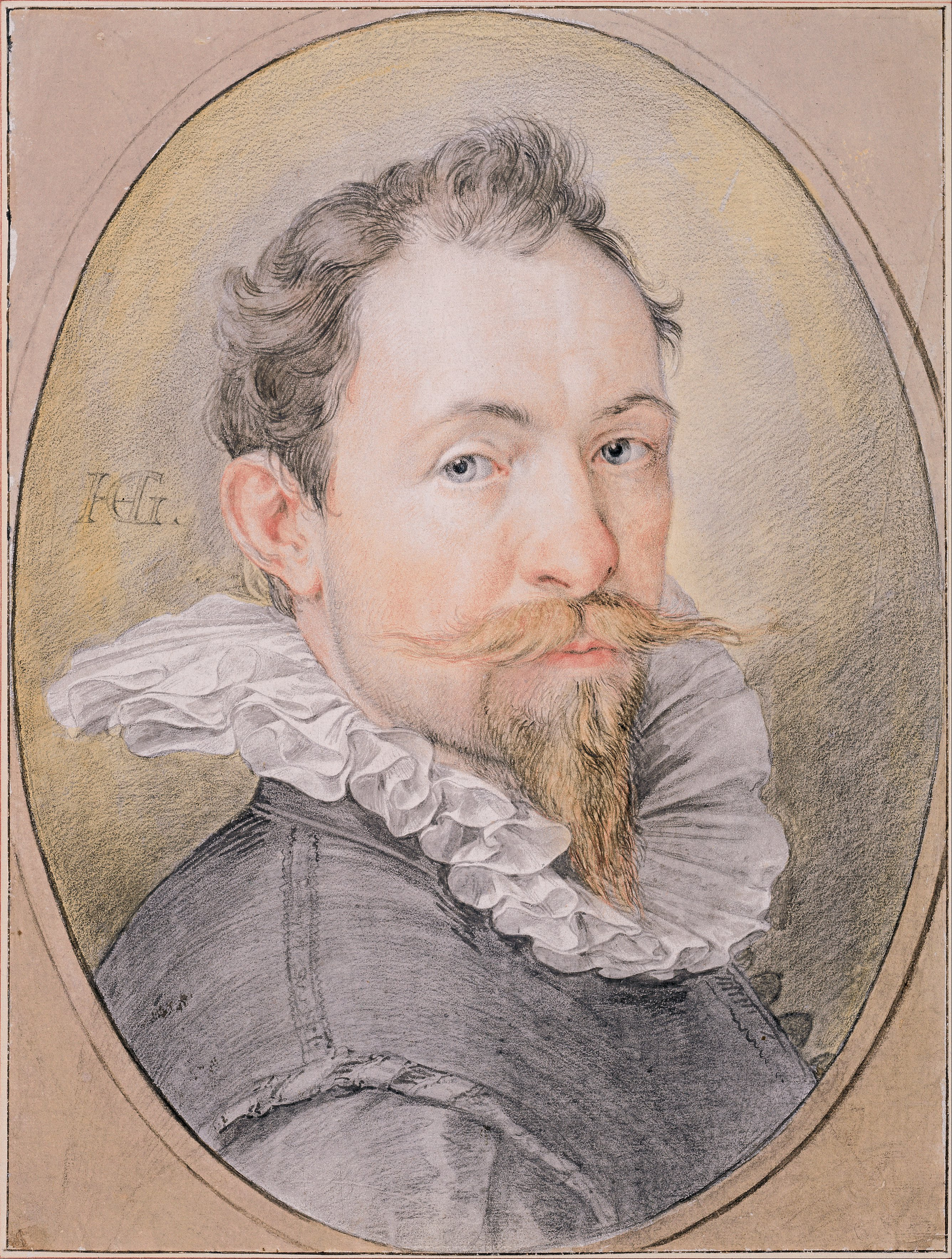
Hendrick Goltzius, Zelfportret, ca. 1593-1594

Reznicek werd geboren in Poděbrady in Tsjecho-Slowakije. Hij doorliep de middelbare school in Nymburk en studeerde aanvankelijk geschiedenis aan de Karelsuniversiteit Praag, met kunstgeschiedenis en Latijn als bijvakken. In 1948 vluchtte hij via West-Duitsland naar Nederland. Daar ging hij van 1948 tot 1953 studeren, met een financiele bijdrage van het Universitair Asylfonds, aan het Kunsthistorisch Instituut in Utrecht bij William Heckscher, Jan Gerrit van Gelder en Godefridus Johannes Hoogewerff. In 1952 volgde zijn aanstelling als hoofd van de afdeling Documentatie en Reproductie van het Kunsthistorisch Instituut en in 1958 werd hij daar benoemd tot docent (in dat jaar vond ook zijn naturalisatie als Nederlander plaats). In 1961 promoveerde hij cum laude op Hendrick Goltzius als Zeichner.
Als kunsthistoricus genoot hij vooral bekendheid om zijn nog steeds toonaangevende tweedelige publicatie uit 1961 over de tekeningen van Hendrick Goltzius, waaraan zijn dissertatie ten grondslag had gelegen. Dit monumentale werk bevat een inleidend essay over Goltzius' stijl, de iconografie en de kunsttheoretische aspecten van zijn oeuvre, en de historiografie ervan, alsmede de catalogue raisonné van Goltzius' 449 tekeningen. Daarna heeft hij nog een groot aantal publicaties op zijn naam gezet, met name over tekenkunst. Hij gold als een waar connaisseur van tekenkunst en wist die liefde op tal van zijn studenten over te brengen. Per januari 1967 werd Reznicek in Utrecht benoemd tot hoogleraar "Kunstgeschiedenis na 1200 met uitzondering van de geschiedenis van de bouwkunst", als opvolger van Van Gelder.
In 1985 ging hij met pensioen. Zijn Festschrift, Was getekend. Tekenkunst door de eeuwen heen, verscheen in 1987 als nummer van het Nederlands Kunsthistorisch Jaarboek. Het bestaat uit ca. 40 artikelen op het vakgebied van Reznicek. Hij is zich een aantal jaren na zijn pensionering steeds meer gaan terugtrekken in zijn huis in Umbrië in Italië. Daar genoot hij van het boerenleven en op kunsthistorisch gebied liet hij niet meer van zich horen. In 2002 is hij overleden.

## Publicaties
- [dissertatie:] Hendrick Goltzius als Zeichner. Rijksuniversiteit Utrecht, 1961;
- 'Bij de vierhonderdste verjaardag van Hendrick Goltzius.' In: Hendrik Goltzius als tekenaar. Rotterdam: Museum Boymans-Haarlem: Teylers Museum, 1958, pp. 6–9;
- 'Het begin van Goltzius' loopbaan als schilder.' Oud Holland 75 (1960): 30-49;
- Mostra di disegni fiamminghi e olandesi. Catalogo a cura di E. K. J. Reznicek. Galeria degli Uffizi. Gabinetto dei disegni e delle stampe. Firenze: L. S. Olschki, 1964;
- Die Zeichnungen von Hendrick Goltzius. 2 vols. Utrecht: Haentjens Dekker & Gumbert, 1961;
- [Oratie Universiteit Utrecht, 2 december 1964:] Quo vadimus? Splitsing of synthese bij het kunsthistorisch onderzoek. Utrecht, 1964;
- Emil Reznicek (ed.), KHI addio: Utrechtse kunstgeschiedenis, herinneringen aan haar prominenten. Utrecht: Stichting Vrienden van het Kunsthistorisch Instituut der Rijksuniversiteit Utrecht. 1986.
- 'Hendrik Goltzius 1961-1991 - een overzicht van dertig jaar onderzoek.' in Falkenburg, Reindert, Filedt Kok, Jan Piet, and Leeflang, Huigen (eds.) Goltzius-Studies: Hendrik Goltzius 1558-1617. Nederlands Kunsthistorisch Jaarboek 42/43 (1991-1992): 121-144;
- Hendrick Goltzius. Drawings Rediscovered 1962-1992. Supplement to Die Zeichnungen von Hendrick Goltzius (1961). New York: Master Drawings Association, 1993;
- 'Drawings by Hendrick Goltzius, Thirty Years Later'. Supplement to the 1961 Catalogue raisonné.' Master Drawings 31, 3 (1993);
- 'Hendrik Goltzius'. Dictionary of Art, 12 (1996): p. 881.